# Băzăvani, Gorj
Băzăvani este un sat în comuna Samarinești din județul Gorj, Oltenia, România.

## Vezi și
- Biserica de lemn din Băzăvani

## Imagini

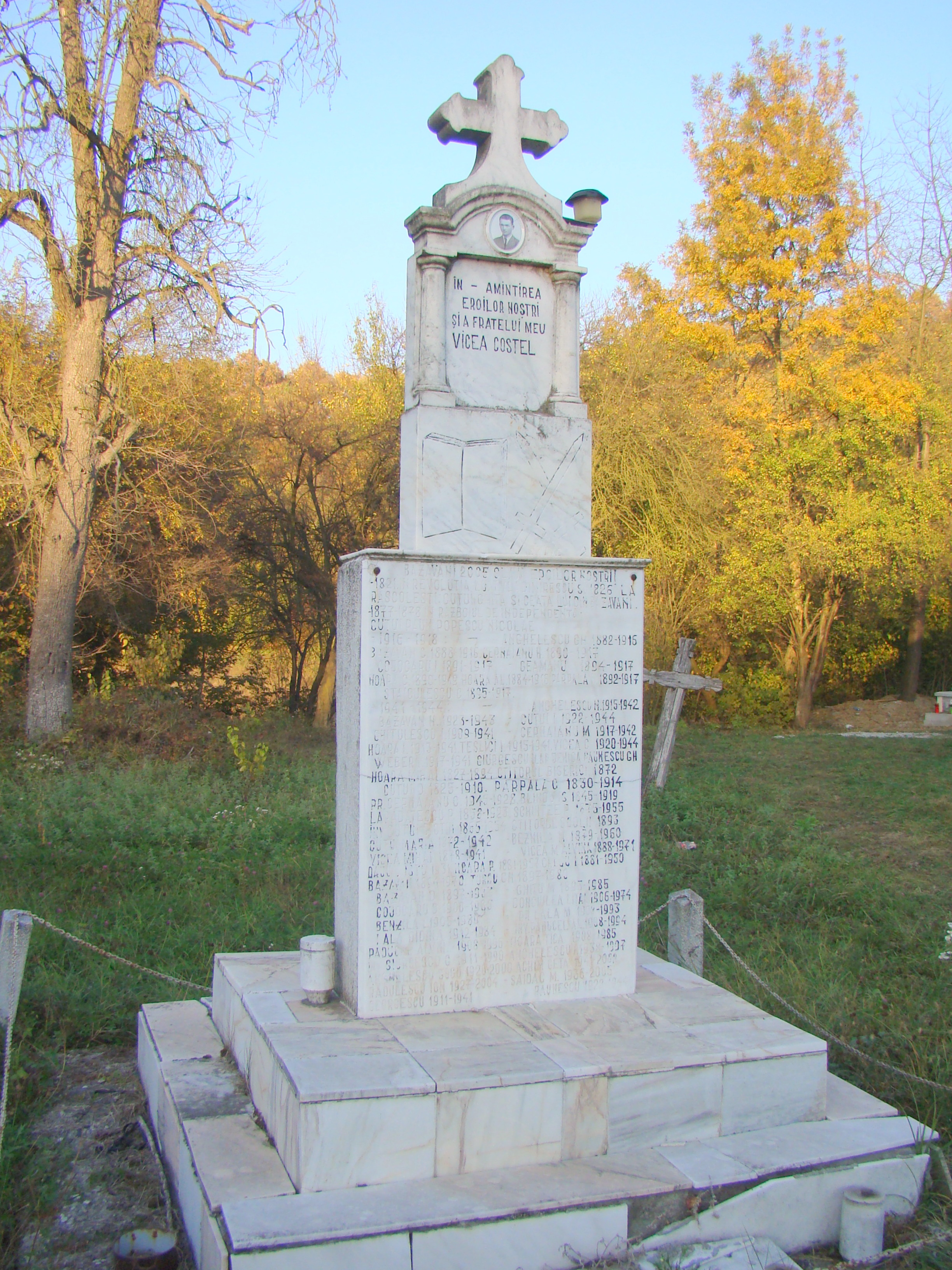
Monumentul eroilor
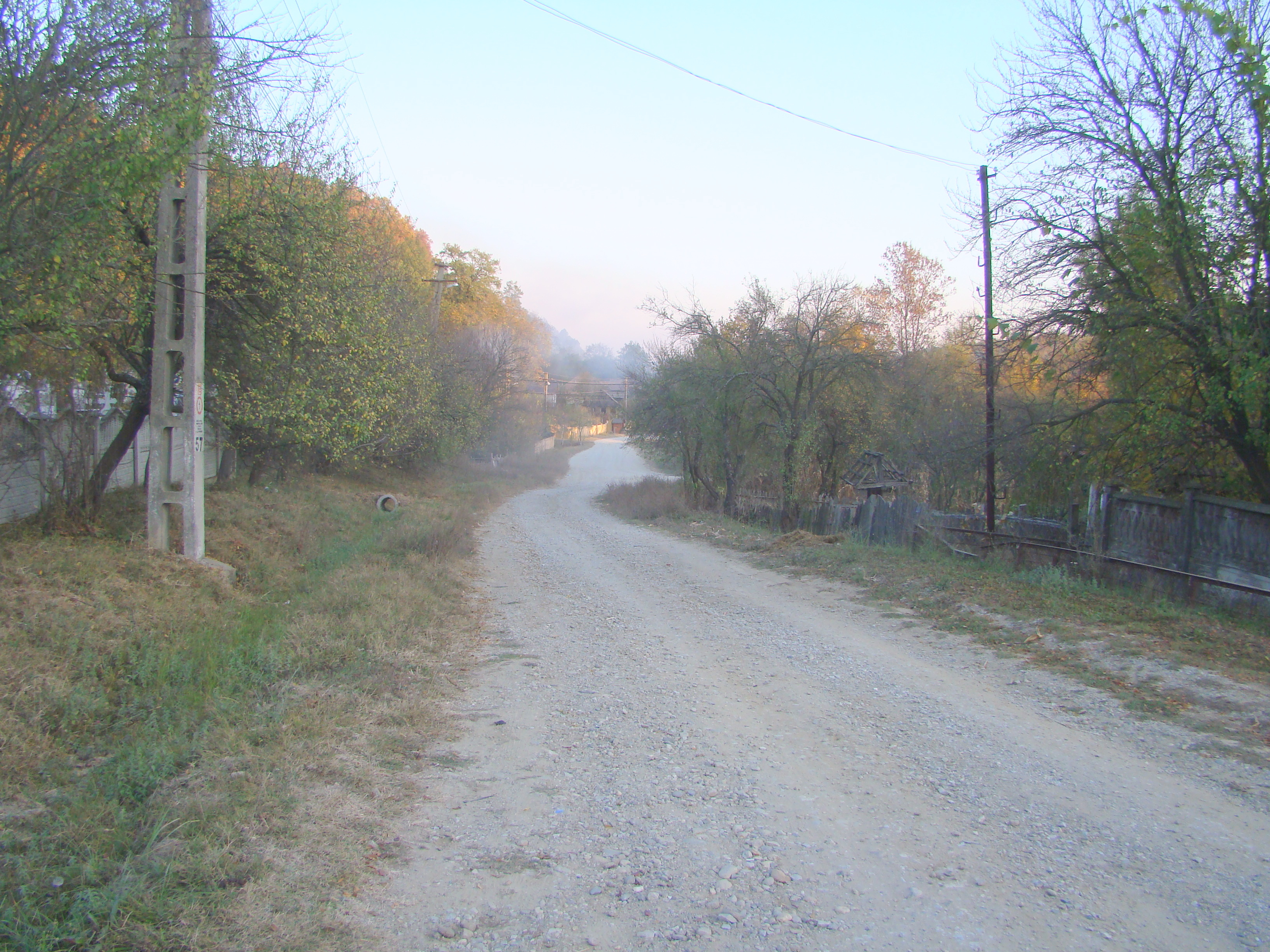

 Acest articol despre o localitate din județul Gorj este deocamdată un ciot. Puteți ajuta Wikipedia prin completarea lui.